# Bernard I (margrabia Marchii Północnej)
Bernard I (zm. po 14 kwietnia 1018) – hrabia Haldensleben, margrabia Marchii Północnej od 1009.

## Życiorys
Bernard był synem hrabiego Haldensleben oraz pierwszego margrabiego Marchii Północnej Dytryka. W 1009 otrzymał od króla Henryka II Świętego nadanie Marchii Północnej w miejsce Wernera z Walbeck. W 1016 wystąpił zbrojnie przeciwko arcybiskupowi Magdeburga, wskutek czego został obłożony klątwą i zmuszony do ukorzenia się przed swym przeciwnikiem oraz zapłaty wysokiego odszkodowania. 
Nie znamy imienia żony Bernarda. Jego synem i następcą był Bernard II.